# Martinus Fabri
Martinus Fabri (zm. w maju 1400) – niderlandzki kompozytor tworzący w drugiej połowie XIV wieku.
Fabri pochodził prawdopodobnie z Flandrii bądź Niderlandów, żył pod koniec średniowiecza. Jego nazwisko było zapewne zlatynizowaną wersją imienia "Smeets" lub "Le Fèvre" (Wegman 1992, 192). Niewiele wiadomo o jego życiu. Oprócz niedatowanego wspomnienia jego imienia w aktach kościoła Św. Donacjana w Brugii, był znany jako śpiewak w sądzie w Hadze od 1395, aż do śmierci w 1400 roku. Spośród trzech śpiewaków, którzy pracowali w sądzie w tym okresie, był on jedynym, który posiadał wykształcenie uniwersyteckie. Po zgonie Fabriego, kilka jego książek z muzyką polifoniczną zostało zakupionych przez władcę Holandii do użytku w jego prywatnej kaplicy.
Z jego kompozycji zachowały się jedynie cztery, wszystkie będące balladami. Dwie z nich posiadają francuski tekst (Or se depart oraz N'ay je cause d’estre lies et joyeux) i są one stworzone w stylu ars subtilior, bardzo złożonym i wyszukanym. Obie ballady są trzygłosowymi kompozycjami, chociaż istnieją dwie (niezgodne) inne wersje na trzeci głos w Or se depart. Inne dwie ballady są w języku holenderskim (Eer ende lof heb d'aventuer oraz Een cleyn parabel), w prostszym, sylabicznym stylu. Manuskrypt z Lejdy, w którym zapisane były wszystkie prace Fabriego, zawiera właśnie niekompletną balladę Een cleyn parabel, której tekst opisuje pewien dylemat: poeta kocha swoją wybrankę serca i chciałby się z nią ożenić, jednak nie może zaakceptować niedawno urodzonego przez nią dziecka. Tekst ten może mieć odniesienia autobiograficzne, Martinus Fabri miał syna ochrzczonego w kwietniu 1396 roku, którego matką chrzestną była Małgorzata z Kleve.